# 松尾勝也
松尾 勝也（まつお かつや、1964年3月23日 - ）は、日本の陶芸家で、有田焼の伝統工芸士。長崎県波佐見町出身。日本工芸会、有田陶芸協会（監事）、佐賀県陶芸協会会員に所属。

## 来歴
長男として生まれる。
佐賀県立有田工業高等学校窯業科（現・セラミック科）卒業後、恩師の紹介により、有田町の窯元「走波」に就職する。7年間勤務し、成型から焼成までの工程を学ぶ。修行の後に母校、恩師から県立学校実習助手のオファーを受け、窯業の魅力を若い世代に伝えるために教師を志す。
教員採用試験合格後、佐賀県立有田工業高等学校窯業科の教師となり、教鞭を執る。教壇に立ちつつ、九州山口陶磁展（現・有田国際陶磁展）2位、日本伝統工芸展入選（12回）、宮内庁買上(4回)、などの栄に浴した。
2020年4月に教員を退職。退職後は、伊万里・有田焼伝統工芸士となり、自身が事業主となる艶工房を運営する。

## 受賞
- 1996年
  - 九州山口陶磁展（現・有田国際陶磁展） 第2位
  - ながさき陶磁展　毎日新聞社賞
- 1997年
  - ながさき陶磁展　KTN賞
- 1998年
  - 西部工芸展　朝日新聞社賞
- 2000年
  - ながさき陶磁展　読売新聞社賞
  - 西部工芸展　福岡県知事賞
- 2001年
  - 一水会展　西武賞
  - ながさき陶磁展　毎日新聞社賞
- 2002年
  - 西部工芸展　福岡県知事賞
  - ながさき陶磁展　西日本新聞社賞
- 2003年
  - ながさき陶磁展　KTN賞
- 2004年
  - 山口九州陶磁展　酒井田柿右衛門賞
- 2005年
  - 山口九州陶磁展　読売新聞西部本社賞
  - 西日本陶芸美術展　長崎県知事賞受賞
- 2006年
  - 佐賀県展　佐賀県議会議長賞
  - 西日本陶芸美術展　宮崎県知事賞
- 2007年
  - 山口九州陶磁展　佐賀県新聞社賞
- 2009年
  - ながさき陶磁展　奨励賞
- 2016年
  - 佐賀県展　佐賀テレビ賞
- 2018年
  - 佐賀県展　佐賀陶芸協会賞
- 2019年
  - 有田国際陶磁展 佐賀新聞社賞